# Lepidiota scutata
Lepidiota scutata är en skalbaggsart som beskrevs av Moser 1913. Lepidiota scutata ingår i släktet Lepidiota och familjen Melolonthidae. Inga underarter finns listade i Catalogue of Life.